# Пакулиха
Пакулиха — река в Восточной Сибири, в Туруханском районе Красноярского края России.
Протекает по восточной окраине Западно-Сибирской равнины. Длина реки составляет 208 км, площадь водосборного бассейна насчитывает 4740 км². Впадает в Енисей слева на расстоянии 1154 км от устья. Высота истока — 69 м над уровнем моря.

## Притоки
(км от устья)
- 57 км: река Малая Пакулиха (лв)
- 148 км: река Зуйковая (пр)

## Данные водного реестра
По данным государственного водного реестра России относится к Енисейскому бассейновому округу, речной бассейн реки — Енисей, речной подбассейн реки — Енисей между впадением Подкаменной Тунгуски и Нижней Тунгуски. Водохозяйственный участок реки — Енисей от впадения р. Подкаменная Тунгуска до впадения р. Нижняя Тунгуска.
Код водного объекта в государственном водном реестре — 17010600112116100060101.